# Hamm el Cerdito
Hamm es un personaje de ficción perteneciente a la franquicia de Pixar Animation Studios Toy Story. Es un cerdo o alcancía, que tiene un corcho en el vientre en lugar de un tapón. El personaje, interpretado en inglés por John Ratzenberger, en Hispanoamérica es doblado por Arturo Mercado, mientras que Claudi García y José Javier Serrano se encargan de la voz de Hamm en España.

## Apariciones
Él y Mr. Potato Head son amigos y se les ve en la primera película jugando un juego de cartas y luego la batalla naval, que siempre gana Hamm. De todos los juguetes, se demuestra que tiene el mayor conocimiento del mundo exterior y, a menudo, está familiarizado con varios dispositivos que se muestran. En la segunda y tercera película, Hamm aparece en las historias de Andy como un villano conocido como Malvado Doctor Tocino (Malvado Doctor Chuleta de Cerdo en España), que normalmente usa el bombín de Mr. Potato Head, y tiene un avión gigante con forma de cerdo, que usa en la tercera película para rescatar al Tuerto Bart y a la Tuerta Betty (Mr. Potato Head y Mrs. Potato Head). 

### Otras apariciones
Aparece como auto en la escena poscréditos de Cars como parte de un homenaje y autoparodia a Ratzenberger (quien le da voz a Mack en la película). Hamm también aparece brevemente en Buzz Lightyear of Star Command: The Adventure Begins interpretado por Andrew Stanton. Hamm también aparece en Toy Story 3: The Video Game como el alcalde en el modo Toy Box. Hamm aparece en los cortometrajes teatrales Vacaciones en Hawaii, Extra Small y Fiestasaurus Rex, y también aparece en el videojuego Kingdom Hearts III, con Ratzenberger retomando su papel.